# Adame Ba Konaré
Adame Ba Konaré (ur. 1945) – malijska pisarka i historyczka.

## Życiorys
Jest żoną Alphy Oumara Konaré, aktualnego przewodniczącego Komisji Unii Afrykańskiej i byłego prezydenta Mali. Karierę polityczną rozpoczęła w 1968 r., kiedy to wojskowy zamach stanu obalił pierwszego malijskiego prezydenta, Modibo Keitę. Uczestniczy w wielu inicjatywach, zmierzających do poprawienia losu afrykańskich kobiet i dzieci.
Jest autorką wielu książek, poświęconych głównie sytuacji kobiety w społeczeństwie malijskim. Stworzyła nawet rodzaj muzeum, dokumentujący rolę kobiety w dziejach Mali. Zajmuje się także tradycją literacką zachodniej Afryki, głównie ludowymi wierzeniami i opowieściami.